# Hipódromo de Olimpia
El hipódromo de Olimpia (en griego antiguo: Ἱππόδρομος, romanizado: Hippodromos) albergaba las competiciones hípicas (carreras de caballos y las carreras de carros) y otras pruebas ecuestres de los Juegos Olímpicos en la Antigüedad.  La ubicación del Hipódromo no se conoce con certeza.  Según Pausanias, estaba ubicado al sur del estadio y abarcaba una superficie extensa de unos 600 metros de largo y 200 metros de ancho. El hipódromo era un espacio abierto ancho y llano donde el punto de salida y la meta estaban marcados con un poste, mientras que un segundo poste de menos tamaño denominado nyssa indicaba el punto donde realizar los giros.

## Historia
Se construyó en la época arcaica, en torno al 600-575 a. C., en un momento en que las carreras se estaban introduciendo en el programa de los Juegos. Tomó su forma definitiva en el periodo clásico. En él se celebraban todos los deportes ecuestres de los Juegos Olímpicos, incluidos el salto por parejas y cuádruple, el galope y el trote. Los deportes hípicos de la época era el tethrippon, el apene, el synoris, el tethrippon para potros, el synoris para potros, la carrera de keles, el kalpe y las carreras de caballos con postes.  mientras que el resto de deportes se celebraban en el estadio olímpico.
Alrededor del año 380 a. C., se construyó en el lugar del hipódromo una estoa conocida como la estoa de Agnapto en honor a su arquitecto. Al mismo tiempo, se construyó con su maquinaria una nueva puerta de salida diseñada por Cleotas.
Según la mitología griega, la primera carrera de caballos tuvo lugar en Olimpia entre el rey Pélope y el rey Enómao de Pisa. En el Hipódromo, se creía que una deidad especial o ser espiritual llamado Taraxipo, “el que asusta a los caballos”, estaba activo en la primera curva. Una de las explicaciones era que el lugar era la tumba de Mírtilo, asesinado por Pélope y maldecido por su familia.
En los Juegos Olímpicos de la Antigüedad los jinetes no eran los dueños de los caballos. Los dueños de los caballos eran proclamados vencedores, galardonados con la corona y recibían todos los honores a pesar de no haber participado en la carrera. Los jinetes solo disfrutaban de una pequeña parte de la gloria del ganador, tal como una pequeña banda de lana que el dueño les ataba a la cabeza.
Aún se desconoce la ubicación exacta Algunos afirman que fue arrastrado por el río Alfeo mientras que otros defienden que estaba ubicado al sudeste del estadio.

## Descripción
Se cree que el hipódromo estaba situado en un lugar más llano en el lado sureste del santuario de Olimpia, en algún lugar al sur del estadio, y que se construyó en paralelo al estadio, es decir, aproximadamente de este a oeste. La información sobre el aspecto del hipódromo se basa principalmente en la descripción de Pausanias. Según esta descripción, era un gran hipódromo de forma ovalada con una longitud de cuatro estadios, es decir, unos 780 metros, y una anchura de un estadio y cuatro pletros, es decir, unos 320 metros.
El hipódromo de la antigua Olimpia tenía un complejo sistema de salida para evitar las salidas falsas, y se encontraban en el extremo occidental del hipódromo.  La pista estaba dividida longitudinalmente en dos partes por una estructura de piedra o madera (embolón). Los caballos corrían primero hacia el este por el lado sur de la pista, giraban al otro lado del muro y volvían a correr hacia el oeste por el lado norte.
Los lados norte, este y sur del Hipódromo tenían graderíos. En el lado norte, el graderío era una pendiente natural, mientras que en los lados sur y este era artificial. Los asientos de los jueces estaban situados en el extremo occidental del talud norte, es decir, en la meta.
La posterior estoa de Agnapto estaba situada en el extremo occidental del Hipódromo, detrás de los establos de caballos. Delante de ella había una instalación de cuadras de caballos («hippafesis») con un compartimento separado para cada caballo y su carruaje. Los compartimentos estaban dispuestos en forma de triángulo equilátero, con los caballos en el vértice del triángulo, delante de los demás. Delante de cada caballo se colocaba una cuerda para evitar que salieran antes de tiempo. En el vértice del triángulo había un delfín de bronce y detrás, delante de la stoa, un altar con un águila de bronce encima. El mecanismo funcionaba liberando primero a los caballos que trotaban bajando sus cuerdas. Al mismo tiempo, el delfín bajaba y el águila se elevaba. Cuando el águila se elevaba y todos los caballos se movían en la misma línea recta, se tocaba el cuerno y comenzaba la carrera. Probablemente, el trabajo de una persona consistía en manejar la máquina de emisión.
Cerca del punto de partida había una estatua de Hipodamía que sostenía la diadema del ganador. En la primera curva del Hipódromo, el extremo sureste de la curva, había un altar dedicado a Taraxipo.